# دنبالت میام (ترانه ایمجین درگنز)
«دنبالت میام» (انگلیسی: Follow You) ترانه‌ای بند آمریکایی، ایمجین درگنز است. این ترانه در ۱۲ مارس ۲۰۲۱ از طریق اینترسکوپ رکوردز به عنوان یکی از دو تک‌آهنگ لید پنجمین آلبوم استودیویی رو به انتشار بند منتشر شد. این ترانه توسط دن رینولدز، دنیل وین سرمن، بن مک‌کی، دنیل پلاتزمن، جوئل لیتل، فران هال و الی دوه نوشته شده و توسط جوئل لیتل تهیه شده‌است.